# County Championship 1999
Die County Championship 1999 war die 101. Saison des nationalen First-Class-Cricket-Wettbewerbes in England und Wales. Sie wurde letztmals in nur einer Division ausgetragen. Gewinner der County Championship war der Surrey County Cricket Club, der somit seine sechzehnte County Meisterschaft erreichte. Für die folgende Saison 2000 qualifizierten sich die ersten neun Teams für die Division 1 und die letzten neun für die Division 2.

## Format
In einer Division spielte jede Mannschaft gegen jede andere jeweils ein Spiel. Für einen Sieg erhielt ein Team zunächst 12 Punkte, für ein Unentschieden (beide Mannschaften erzielen die gleiche Anzahl an Runs) 6 Punkte. Sollte kein Ergebnis erreicht werden und das Spiel in einem Remis enden, bekommen beide Mannschaften 4 Punkte. Zusätzlich besteht die Möglichkeit, in den ersten 130 Over des ersten Innings Bonuspunkte zu sammeln. Dabei werden bis zu 5 Punkte für erzielte Runs und bis zu 3 Punkte für erzielte Wickets ausgegeben. Des Weiteren ist es möglich, das Mannschaften Punkte abgezogen bekommen, wenn sie beispielsweise zu langsam spielen oder der Platz nicht ordnungsgemäß hergerichtet ist. Am Ende der Saison ist der Sieger der Division County Champion.

## Resultate

### Tabelle
Die Tabelle der Saison nahm Ende die nachfolgende Gestalt an.
| Team             | Sp. | S  | N  | R | A | Bat | Bwl | Ded | Punkte |
| ---------------- | --- | -- | -- | - | - | --- | --- | --- | ------ |
| Surrey           | 17  | 12 | 0  | 5 | 0 | 36  | 64  | 0   | 264    |
| Lancashire       | 17  | 8  | 4  | 4 | 1 | 37  | 55  | 0   | 208    |
| Leicestershire   | 17  | 5  | 3  | 9 | 0 | 43  | 61  | 0   | 200    |
| Somerset         | 17  | 6  | 4  | 7 | 0 | 38  | 56  | 0   | 194    |
| Kent             | 17  | 6  | 4  | 7 | 0 | 34  | 60  | 0   | 194    |
| Yorkshire        | 17  | 8  | 6  | 3 | 0 | 21  | 64  | 0   | 193    |
| Hampshire        | 17  | 5  | 5  | 7 | 0 | 45  | 58  | 0   | 191    |
| Durham           | 17  | 6  | 7  | 4 | 0 | 34  | 66  | 0   | 188    |
| Derbyshire       | 17  | 7  | 8  | 2 | 0 | 34  | 61  | 0   | 187    |
| Warwickshire     | 17  | 6  | 5  | 6 | 0 | 35  | 56  | 0   | 187    |
| Sussex           | 17  | 6  | 5  | 6 | 0 | 29  | 60  | 0   | 185    |
| Essex            | 17  | 5  | 7  | 5 | 0 | 38  | 63  | 0   | 181    |
| Northamptonshire | 17  | 4  | 7  | 6 | 0 | 35  | 64  | 0   | 171    |
| Glamorgan        | 17  | 5  | 7  | 5 | 0 | 26  | 57  | 0   | 163    |
| Worcestershire   | 17  | 4  | 6  | 7 | 0 | 18  | 65  | 0   | 159    |
| Middlesex        | 17  | 4  | 5  | 7 | 1 | 24  | 53  | 0   | 157    |
| Nottinghamshire  | 17  | 4  | 11 | 2 | 0 | 27  | 57  | 0   | 140    |
| Gloucestershire  | 17  | 2  | 9  | 6 | 0 | 26  | 62  | 0   | 136    |

Sieg: 12 Punkte; Remis: 4 Punkte

## Statistiken

### Runs
Die meisten Runs der Saison in beiden Division wurden von den folgenden Spielern erzielt:
| Spieler        | Mannschaft       | Spiele | Innings | Runs  | Average | HS   | 100s | 50s |
| -------------- | ---------------- | ------ | ------- | ----- | ------- | ---- | ---- | --- |
| Stuart Law     | Essex            | 17     | 29      | 1.833 | 73,32   | 263  | 8    | 6   |
| Jamie Cox      | Somerset         | 17     | 29      | 1.478 | 54,74   | 216  | 5    | 67  |
| David Sales    | Northamptonshire | 17     | 27      | 1.156 | 50,26   | 303* | 3    | 4   |
| Vikram Solanki | Worcestershire   | 17     | 31      | 1.147 | 38,23   | 171  | 3    | 4   |
| Jonathan Lewis | Durham           | 16     | 28      | 1.146 | 40,92   | 132  | 2    | 8   |

### Wickets
Die meisten Wickets der Saison in beiden Division wurden von den folgenden Spielern erzielt:
| Spieler              | Mannschaft      | Balls | Wickets | Average | BBI   | 5W |
| -------------------- | --------------- | ----- | ------- | ------- | ----- | -- |
| Alamgir Sheriyar     | Worcestershire  | 3.338 | 86      | 24,74   | 7/130 | 4  |
| Vasbert Drakes       | Nottinghamshire | 3.518 | 80      | 22,42   | 6/39  | 5  |
| Martin Bicknell      | Surrey          | 3.274 | 71      | 18,95   | 4/32  | 0  |
| Andrew Caddick       | Somerset        | 3.538 | 71      | 20,95   | 8/113 | 4  |
| Muttiah Muralitharan | Lancashire      | 2.318 | 66      | 11,77   | 7/39  | 8  |